# Parsa (distrito)
Parsa é um distrito da zona de Narayani, no Nepal.